# Michael Landon
Michael Landon, właściwie Eugene Maurice Orowitz (ur. 31 października 1936 w Nowym Jorku, zm. 1 lipca 1991 w Malibu) – amerykański aktor, reżyser, scenarzysta i producent filmowy i telewizyjny.

## Życiorys

### Wczesne lata
Przyszedł na świat w Forest Hills, dzielnicy Queens, w stanie Nowy Jork jako drugie dziecko Kathleen Ignatius O’Neill, irlandzko-amerykańskiej tancerki i aktorki komediowej, i Eli Maurice'a Orowitza (1900-1959), żydowsko-amerykańskiego aktora i menedżera teatralnego. Wychowywał się ze starszą siostrą Evelyn (ur. 1933). W 1941 wraz z rodziną przeniósł się do Collingswood, w stanie New Jersey, gdzie w 1954 ukończył szkołę średnią Collingswood High School.
Wychowywała go matka, która chorowała na depresję, i która kilkakrotnie, na oczach syna, próbowała popełnić samobójstwo. To sprawiło, że Landon miał później problemy z nawiązywaniem bliskich kontaktów i łatwo wpadał w nałogi. Jego matka przez lata zmagała się z depresją, która odbierała jej chęć do życia. Któregoś dnia, gdy byli na rodzinnych wakacjach, kobieta postanowiła się utopić. Michael rzucił się, by ją ratować. W okresie dzieciństwa stale martwił się o próby samobójcze swojej matki, w 1974 jednak popełniła samobójstwo.
W szkole Landon był bardzo lubiany. Spodziewano się również, że zwiąże swoją przyszłość ze sportem, ponieważ odnosił imponujące sukcesy na boisku. Otrzymał stypendium, które pozwoliło mu kontynuować naukę w University of Southern California, lecz poważna kontuzja przekreśliła wszystkie jego plany. Studiował aktorstwo w Warner Brothers.

### Kariera
Zmienił nazwisko na Landon, które wybrał z książki telefonicznej. Zaczynał od niewielkich rólek w telewizji. Niedługo potem zadebiutował na kinowym ekranie w dramacie Szalone lata (These Wilder Years, 1956) u boku Barbary Stanwyck. 
Później pojawił się gościnnie w serialach: westernie ABC Przygody Jima Bowie (The Adventures of Jim Bowie, 1956), CBS Krzyżowiec (Crusader, 1956), ABC Wire Service (1956), CBS Poszukiwany żywy lub martwy (Wanted: Dead or Alive, 1958, 1959) ze Steve'em McQueenem oraz dramacie krótkometrażowym Walka dla tytułu (Fight for the Title, 1957) jako bokser Kid Lombard, dramacie Poletko Pana Boga (God's Little Acre, 1958). Szybko stał się jednym z bardziej popularnych młodych aktorów końca lat 50.
Największą sławę przyniosła mu kreacja Josepha 'Małego Joe' Cartwrighta w serialu NBC Bonanza (1959-73), w którym z czasem oprócz gry zajął się również reżyserią, pisaniem scenariuszy i produkcją. Jego kolejna postać Charlesa Philipa Ingallsa w serialu NBC Domek na prerii (Little House on the Prairie, 1974-82) zdobyła uznanie widzów i krytyków, była także nominowana do nagrody Złotego Globu. Sukcesem okazała się również telewizyjna rola Jonathana Smitha w serialu NBC Autostrada do nieba (Highway to Heaven, 1984-89).

### Życie prywatne
Był trzykrotnie żonaty. Jego pierwszą żoną została sekretarka Dodie Fraser (1956-1962), z którą zaadoptował dwóch synów - Marka Frasera (ur. 1956; przyjęty 1 października 1958, zm. 2009) i Josha Frasera (ur. 1960; przyjęty 11 lutego 1960). Jednak wkrótce ich małżeństwo zaczęło się rozpadać i rok po rozwodzie, 12 stycznia 1963 poślubił modelkę Marjorie Lynn Noe. 
Byli parą przez prawie 20 lat (do 1982) i doczekali się czwórki dzieci: dwóch córek - Leslie Ann Landon (ur. 1963) i Shawnę Leigh (ur. 1971) oraz dwóch synów - Michaela Grahama (ur. 20 czerwca 1964) i Christophera Beau (ur. 27 lutego 1975). Związek zakończył się skandalem. Prasa długimi miesiącami opisywała rozwód, walkę o dzieci i pieniądze. Małżonkowie zaczęli pałać do siebie taką nienawiścią, że Noe nie chciała przyjść nawet na pogrzeb Landona. Twierdziła, że był dla niej martwy od kiedy wzięli rozwód.
14 lutego 1983 aktor ożenił się po raz trzeci, z Cindy Clerico, z którą miał dwójkę dzieci - syna Seana (ur. 1986) i córkę Jennifer (ur. 29 sierpnia 1983). W marcu 1991 aktor trafił do szpitala, gdzie zdiagnozowano u niego raka trzustki. 
Zmarł 1 lipca 1991 w Malibu w stanie Kalifornia w wieku 54 lat. Na wieść o jego śmierci przerwano uroczystą premierę filmu Terminator 2.
Landon miał dużo zainteresowań: wędkarstwo, karate, malarstwo, budowanie mozaik stolikowych, gry, golf, pływanie, podnoszenie ciężarów, gotowanie, tenis, narty wodne i lotnictwo. Miał 175 cm wzrostu.

## Filmografia

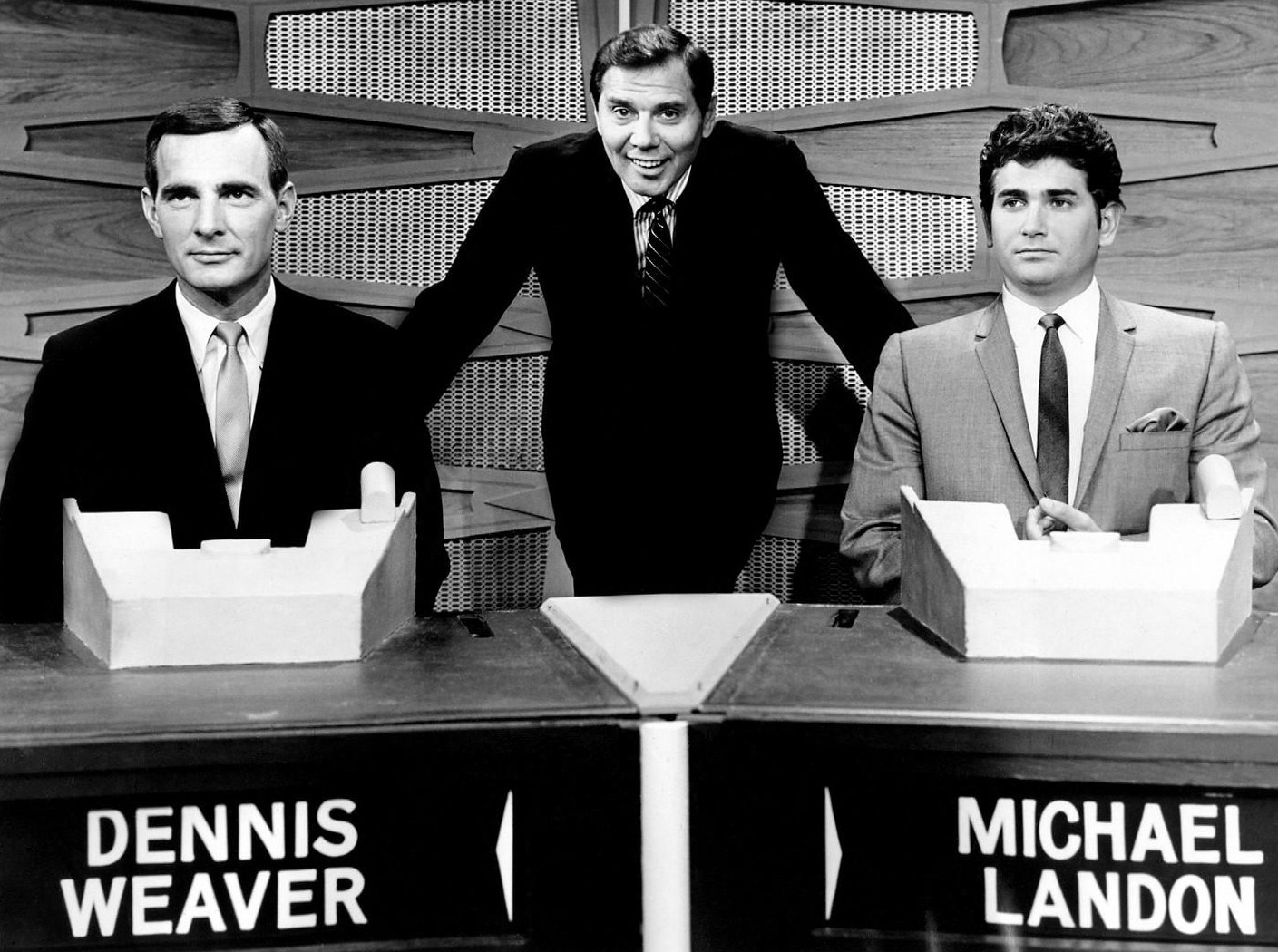
W programie „The Match Game” (1964)

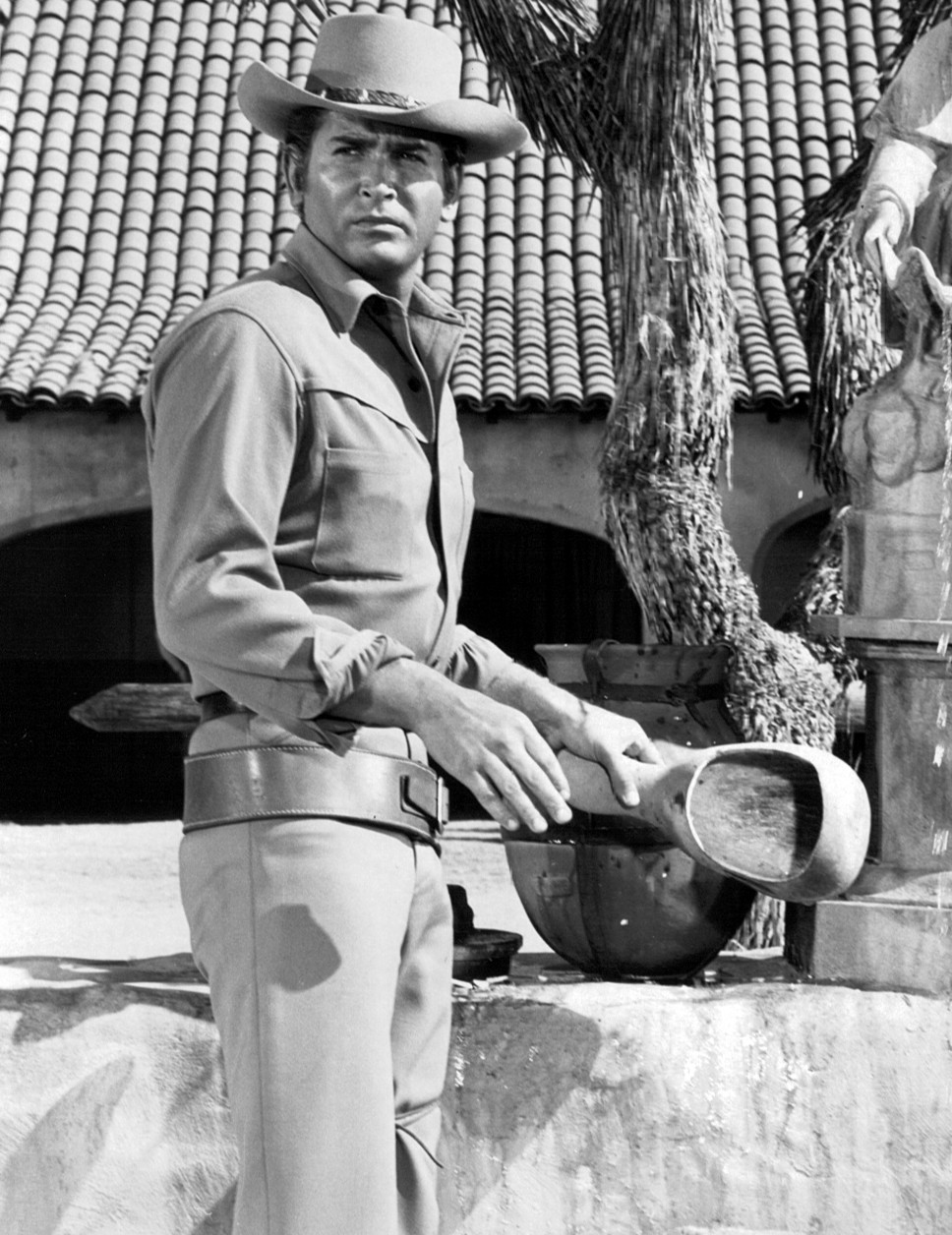
W „Bonanzie” (1967)

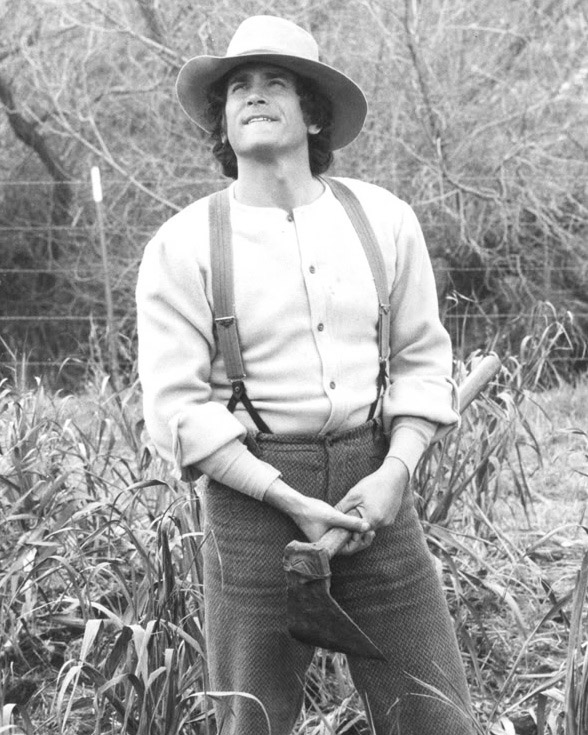
W „Domku na prerii” (1974)

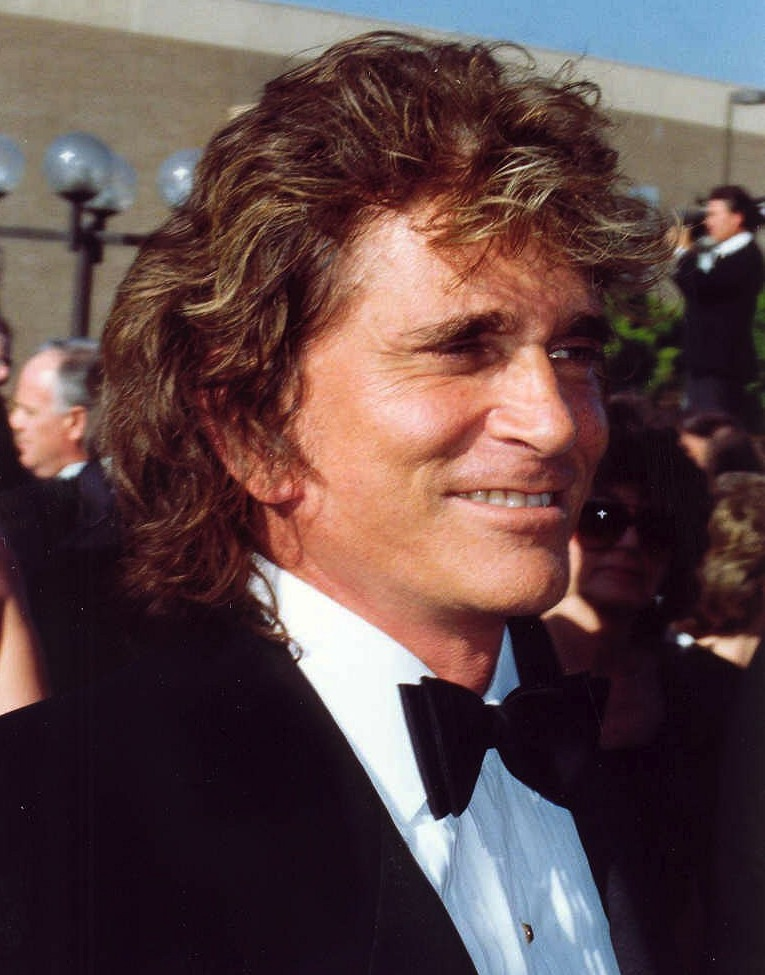
Na rozdaniu Nagród Emmy (1990)

### Filmy fabularne
- 1956: Szalone lata (These Wilder Years)
- 1957: Walka dla tytułu (Fight for the Title) jako bokser Kid Lombard
- 1958: Poletko Pana Boga (God's Little Acre) jako Dave Dawson
- 1959: The Legend of Tom Dooley jako Tom Dooley
- 1970: Swing Out, Sweet Land (TV) jako Peter Minuit
- 1972: The Special London Bridge Special (TV) jako tenisista
- 1976: The Loneliest Runner (film telewizyjny) jako dorosły John Curtis
- 1979: Little House Years (TV) jako Charles Ingalls
- 1983: Domek na prerii: Spojrzenie w przeszłość (TV) jako Charles Ingalls
- 1983: Love Is Forever jako John Everingham
- 1984: Domek na prerii: Błogosław wszystkim dzieciom (TV) jako Charles Ingalls (głos w tle)
- 1984: Sam's Son (TV) jako Gene Orman
- 1984: Domek na prerii: Ostatnie pożegnanie (TV) jako Charles Ingalls
- 1990: Tam, gdzie odlatują gołębie (TV) jako dorosły Hugh
- 1991: Us (TV) jako Jeff Hayes

### Seriale TV
- 1958: The Rifleman, 1958-1963 jako Will Fulton (1 odcinek)
- 1959: Johnny Staccato, 1959-1960 jako Freddie Tate (1 odcinek)
- 1959: The Rifleman, 1958-1963 jako Billy Mathis (1 odcinek)
- 1959: Playhouse 90, 1956-1961 jako Arthur Doner (1 odcinek)
- 1959-73: Bonanza jako Joe Cartwright
- 1970: The Red Skelton Show, 1951-2013 jako najbogatszy chłopiec świata (1 odcinek)
- 1974-83: Domek na prerii jako Charles Ingalls
- 1984-1989: Autostrada do nieba jako Jonathan Smith

### Twórca
- 1991: Us (film telewizyjny) - producent, reżyser, scenarzysta
- 1990: Tam, gdzie odlatują gołębie (film telewizyjny) - producent, reżyser, scenarzysta
- 1984-89: Autostrada do nieba (serial) - producent, reżyser, scenarzysta
- 1984: Domek na prerii: Błogosław wszystkim dzieciom (film telewizyjny) - producent,
- 1984: Domek na prerii: Ostatnie pożegnanie (film telewizyjny) - producent, reżyser, scenarzysta
- 1984: Sam's Son (film telewizyjny) - reżyser, scenarzysta
- 1983: Domek na prerii: Spojrzenie w przeszłość (film telewizyjny) - producent,
- 1983: Love Is Forever (film telewizyjny - producent
- 1981-1983: Ojciec Murphy (serial) - producent, reżyser, scenarzysta
- 1980: Where Have All the Children Gone (film telewizyjny) - reżyser,
- 1979: Little House Years (film telewizyjny) - producent, reżyser, scenarzysta
- 1978: Killing Stone (film telewizyjny) - producent, reżyser, scenarzysta
- 1976: The Loneliest Runner (film telewizyjny) - producent, reżyser, scenarzysta
- 1974-1983: Domek na prerii (serial) - producent, reżyser, scenarzysta
- 1974: The Jackie Robinson Story (film telewizyjny) - producent, reżyser
- 1974: It's Good to Be Alive (film telewizyjny) - reżyser
- 1974: Domek na prerii (Pilot) (film telewizyjny) - producent, reżyser
- 1973: Love Story (serial) - reżyser, scenarzysta
- 1968-73: Bonanza (serial) - reżyser, scenarzysta

## Nagrody i nominacje
| Rok  | Nagroda                                   | Kategoria                                | Film                                           | Inni wykonawcy                             | Rezultat  |
| ---- | ----------------------------------------- | ---------------------------------------- | ---------------------------------------------- | ------------------------------------------ | --------- |
| 1969 | Bambi Award                               | międzynarodowy serial TV                 | Bonanza                                        | Lorne Greene, Dan Blocker, Pernell Roberts | Wygrana   |
| 1970 | Brązowy Kowboj                            | dramat telewizyjny                       | Bonanza odc.: "The Wish"                       | –                                          | Wygrana   |
| 1979 | Złoty Glob                                | Najlepszy aktor telewizyjny - dramat     | Domek na prerii                                | –                                          | Nominacja |
| 1980 | Spur Award                                | Najlepszy skrypt TV                      | Domek na prerii odc.: "May We Make Them Proud" | –                                          | Wygrana   |
| 1984 | Hollywood Walk of Fame                    | Television Star przy 1500 N. Vine Street | Television Star przy 1500 N. Vine Street       | –                                          | Wygrana   |
| 1984 | Złoty But                                 | Znaczący wkład w western                 | Znaczący wkład w western                       | –                                          | Wygrana   |
| 1991 | Youth in Film Award                       | Michael Landon Award                     | Wybitny wkład dla młodzieży poprzez rozrywkę   | –                                          | Wygrana   |
| 1995 | Television Hall of Fame                   | Znaczący wkład w dziedzinie telewizji    | Znaczący wkład w dziedzinie telewizji          | –                                          | Wygrana   |
| 1998 | National Cowboy & Western Heritage Museum | Western Performers Hall of Fame          | Western Performers Hall of Fame                | –                                          | Wygrana   |
| 2004 | TV Land Award                             | Najbardziej zapamiętana rola             | Domek na prerii                                | –                                          | Nominacja |
| 2005 | TV Guide                                  | 50 Gwiazd Wszech czasów (#33)            | 50 Gwiazd Wszech czasów (#33)                  | –                                          | –         |